# Santa Teresa de los Pinos
Santa Teresa de los Pinos är en ort i Mexiko.   Den ligger i kommunen Cuautepec de Hinojosa och delstaten Hidalgo, i den sydöstra delen av landet, 110 km nordost om huvudstaden Mexico City. Santa Teresa de los Pinos ligger 2 276 meter över havet och antalet invånare är 417.
Terrängen runt Santa Teresa de los Pinos är kuperad åt sydost, men åt nordväst är den platt. Runt Santa Teresa de los Pinos är det ganska tätbefolkat, med 108 invånare per kvadratkilometer. Närmaste större samhälle är Tulancingo, 3,5 km nordväst om Santa Teresa de los Pinos. I omgivningarna runt Santa Teresa de los Pinos växer huvudsakligen savannskog.